# Helene Stromeyer
Helene Stromeyer ou Helene Marie Stromeyer, née le 26 août 1834 à Hanovre et morte le 13 mars 1924 à Karlsruhe, est une artiste peintre allemande.

## Biographie

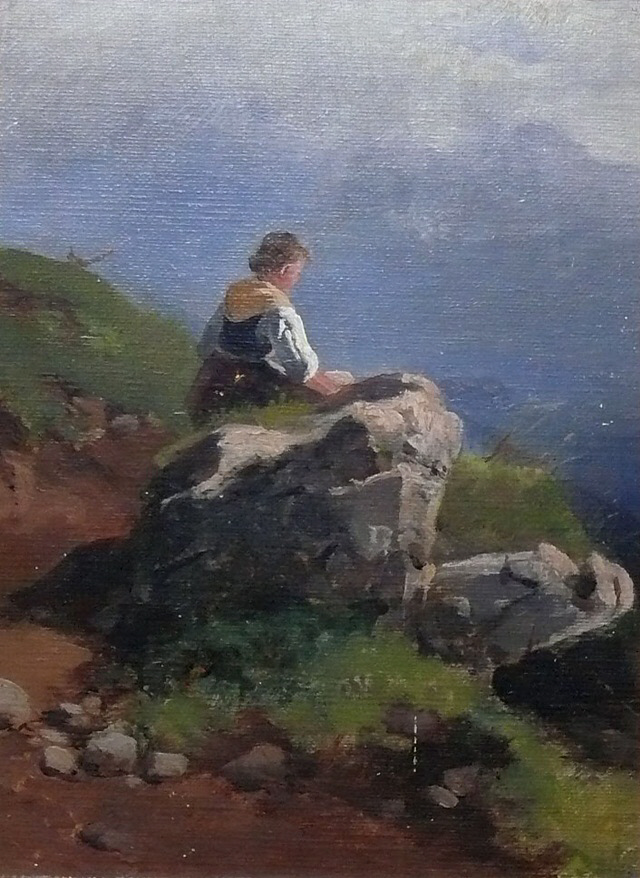
Paysanne au repos, huile sur toile, environ, entre 1865 et 1870.

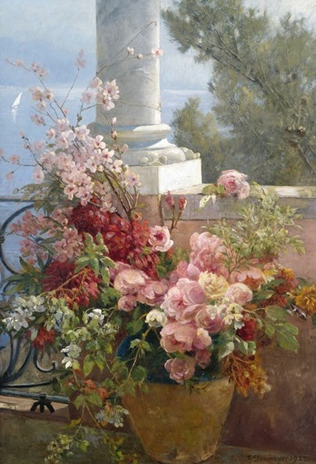
Nature morte de fleurs sur une terrasse au bord d'un lac, 1923.

Elle est l'une des trois filles du riche chirurgien hanovrien et professeur d'université Louis Stromeyer et de sa femme Luise (née Bartels, 1807-1890). Choquée par la mort de sa sœur cadette Ottilie en 1851, elle se consacre à la peinture. Elle quitte Hanovre et prend des cours particuliers avec Rudolf Jordan à Düsseldorf. Elle peut se consacrer à son art car elle est financièrement indépendante après avoir hérité de ses parents. Cependant, à partir de 1850, elle soutient la santé fragile de son père et l'accompagne pendant quatre semaines en 1866 sur les champs de bataille près de Bad Langensalza dans ses missions de chirurgien de guerre.
Au début des années 1880, elle s'installe à Karlsruhe, où elle suit les cours de Hermann Baisch, Hans Fredrik Gude et Gustav Schönleber. Elle est renommée pour ses natures mortes et ses paysages qui imitent les maîtres anciens avec un accent sur le thème de la vanité. Aux côtés d'Anna Peters, Jenny Fikentscher (de), Sophie Ley (en) et Alwine Schroedter, elle est alors l'un des peintres les plus connues de Karlsruhe.
À partir de 1892, elle prend en charge la classe de natures mortes florales à l'École de peinture pour femmes de Karlsruhe. En 1897, elle est membre de l'Association des artistes de Karlsruhe.
Ses œuvres se trouvent dans les collections de divers musées en Allemagne.